# 바르트 더 베버르
바르트 알버르트 릴리아너 더 베버르(네덜란드어: Bart Albert Liliane De Wever, 1970년 12월 21일~)은 벨기에의 정치인으로, 2004년부터 2025년까지 신플람스 연맹(네덜란드어: Nieuw-Vlaamse Alliantie)의 당수직을 역임했으며, 2013년부터 2025년까지 안트베르펜 시장을 역임했다. 2025년 2월 3일부터 제55대 벨기에의 총리를 재임하고 있다.